# Master of Public Administration
Der Master of Public Administration (MPA) ist ein akademischer Grad im Bereich Gesellschaftswissenschaft mit starkem Praxisbezug, angelehnt an den Master of Business Administration (MBA).
Die Module eines MPA-Studiengangs beziehen sich meist auf Fragestellungen angewandter Art (sog. Case Studies) und haben zum Ziel besonders kompetente Führungskräfte für Schlüsselstellen in Wirtschaft, Politik und Gesellschaft hervorzubringen. Viele Programme kombinieren politische, ökonomische, und rechtliche Lehrinhalte mit Kompetenztraining in u. a. Verhandlung, Führung, Öffentlichem Sprechen und Schreiben, oder im Management von akuten Krisen. Bei Programmen im Feld Public Policy werden auch politikfeldanalytische und allgemein politikwissenschaftliche Ansätze in den Fokus gerückt.
Aufgrund ihrer breitgefächerten Kenntnisse und Ausbildung bieten sich für MPA-Absolventen Einsatzmöglichkeiten in beispielsweise der öffentlichen Verwaltung (auf sämtlichen Ebenen der Staatsverwaltung), internationalen Organisationen, Einrichtungen im Non-Profit-Sektor, aber auch in Unternehmen, Verbänden und Hochschulen.

## Ursprung des Programms
Das älteste und renommierteste MPA-Programm weltweit ist das der Harvard Kennedy School (HKS). Die Harvard University etablierte das Programm bereits im Jahr 1936. Analog zu einem Master of Business Administration Abschluss (MBA) an der Harvard Business School oder einem Master of Laws (LLM) an der Harvard Law School ist das ursprüngliche MPA Programm als Advanced Degree konzipiert, und Bewerber benötigen mindestens einen Masterabschluss und schon einige Jahre Berufserfahrung, um sich für eine Zulassung bewerben zu können. Das Durchschnittsalter für einen Anfänger im Programm an der Harvard Kennedy School ist derzeit 29 Jahre. Zahlreiche amerikanische Universitäten bieten neben dem MBA seit einigen Jahrzehnten auch den MPA an, unter anderen die Princeton University, Columbia University und Yale University. Das älteste MPA-Programm in Europa ist der Master of Public Administration an der London School of Economics and Political Science.

## Vergleichbare Abschlüsse in Deutschland
In Deutschland akkreditierte MPA-Studiengänge bieten beispielsweise die Hertie School in Berlin und die Willy Brandt School of Public Policy in Erfurt. Der Inhalt, Exzellenz und Ranking der in Deutschland akkreditierten Programme unterscheidet sich jedoch maßgeblich von ihren internationalen Vorbild(ern).